# Chandra Wilson
Chandra Wilson (ur. 27 sierpnia 1969 w Houston, USA) – amerykańska aktorka. Czterokrotnie nominowana do Nagrody Emmy oraz dwukrotna zdobywczyni Nagrody Stowarzyszenia Aktorów Filmowych. Występowała w roli dr Mirandy Bailey w serialu Chirurdzy.

## Życiorys

### Początki
Chandra Wilson urodziła się w Houston w Teksasie. Zaczęła karierę w wieku 5 lat w Houstońskim Theatre Under the Stars (Teatr pod gwiazdami), kończyła szkołę średnią – High School for the Performing and Visual Arts. Kontynuowała naukę w Tisch School of the Arts na Uniwersytecie Nowojorskim, uzyskała licencjat. Pojawiła się także w innych serialach (Law & Order, Seks w wielkim mieście, Rodzina Soprano.

### Kariera
Pierwszą godną odnotowania rolą był udział w serialu komediowym Bob Patterson w 2001 roku.
O wiele więcej osiągnęła w teatrze. Zyskała uznanie za rolę w sztuce The Good Times are Killing Me, została nominowana do nagrody Tony za rolę w sztuce Caroline, or Change. Chandra jest znakomitą śpiewaczką.
Zgłosiła się na przesłuchanie do roli Mirandy Bailey w serialu Chirurdzy, choć ta rola początkowo przeznaczona była dla białej kobiety. Chandra wywarła jednak tak duże wrażenie, że dostała rolę Mirandy Bailey. Serial odniósł spory sukces, a Miranda Bailey, znana jako Kapo, stała się ulubienicą publiczności. W 2006, 2007 oraz 2008 roku była nominowana do nagrody Emmy za najlepszą kobiecą rolę drugoplanową w serialu dramatycznym. W 2007 i 2008 roku została laureatką Nagrody Stowarzyszenia Aktorów Filmowych dla wybitnej aktorki w serialu dramatycznym.

### Życie osobiste
Chandra była ze swoim partnerem przez 31 lat (1988–2019). Mają troje dzieci; córka Sarina urodziła się w 1992, druga córka, Joylin w 1998, a syn Michael 31 października 2005 roku. Uwielbia telenowele. Mierzy jedynie 152cm, nie jest rozpoznawana na ulicy, gdyż ludzie myślą, że jest w rzeczywistości wyższa.

## Filmografia
Filmy fabularne
- 1991: Sexual Considerations jako Gloria
- 1993: Filadelfia (Philadelphia) jako Chandra
- 1993: Dziewczyna Gangstera (Mad Dog and Glory)
- 1996: Na Granicy (Lone Star) jako Athena Johnson
- 2003: Przywódca – zwariowana kampania prezydencka (Head of State) jako Jaime
- 2005: Powrót do klasy (Strangers with Candy) jako Lena
- 2008: Accidental Friendship, An jako Yvonne
- 2010: Frankie and Alice jako Maxine Murdoch

Seriale
- 1984-1992: Bill Cosby Show jako Dina
- 1990-2010: Prawo i porządek (Law & Order) jako Serena Price
- 2002: Seks w wielkim mieście (Sex and the City) jako oficer policji (gościnnie, sezon 5 odcinek 1)
- 1999: Prawo i Bezprawie jako pielęgniarka Jenkins
- 1999: Rodzina Soprano (The Sopranos) jako Evelyn Greenwood
- 1999: Brygada ratunkowa (Third Watch) jako Volunteer
- 2001: Bob swój chłop (Bob Patterson) jako Claudia
- 2003: Sędziowie z Queens (Queens Supreme) jako Dolores
- 2005: Chirurdzy (Grey's Atatomy) jako dr Miranda Bailey
- 2007: Prywatna praktyka (Private Practice) jako dr Miranda Bailey

Reżyser
- 2005: Chirurdzy (Grey's Atatomy)

We własnej osobie
- 2005: I love the 80's 3-D

## Nagrody i nominacje
Emmy
- 2006: nominacja – Najlepsza drugoplanowa aktorka w serialu dramatycznym Chirurdzy 2005
- 2007: nominacja – Najlepsza drugoplanowa aktorka w serialu dramatycznym Chirurdzy 2005
- 2008: nominacja – Najlepsza drugoplanowa aktorka w serialu dramatycznym Chirurdzy 2005
- 2009: nominacja – Najlepsza drugoplanowa aktorka w serialu dramatycznym Chirurdzy 2005

People's Choice
- 2008: wygrana – nagroda : Kryształowa Statuetka, Ulubiona gwiazda „kradnąca” sceny

Chirurdzy 2005
Amerykańska Gildia Aktorów Filmowych
- 2006: nominacja – Najlepszy zespół aktorski w serialu dramatycznym Chirurdzy 2005
- 2007: wygrana – Najlepszy zespół aktorski w serialu dramatycznym Chirurdzy 2005
- 2007: wygrana – Najlepsza aktorka w serialu dramatycznym Chirurdzy 2005
- 2008: nominacja – Najlepszy zespół aktorski w serialu dramatycznym Chirurdzy 2005

Satelity
- 2007: nominacja – Najlepsza aktorka drugoplanowa w serialu, miniserialu lub filmie telewizyjnym Chirurdzy 2005
- 2008: nominacja – Najlepsza aktorka drugoplanowa w serialu, miniserialu lub filmie telewizyjnym Chirurdzy 2005